# Grete Neumann
Grete Neumann, född 19 juni 1912, död 14 september 1946, var en friidrottare från Österrike. Hon deltog vid olympiska sommarspelen 1936.